# Förstakammarvalet i Sverige 1929
Förstakammarvalet i Sverige 1929 var ett val i Sverige till Sveriges riksdags första kammare. Valet hölls i den första valkretsgruppen i september månad 1929 för mandatperioden 1930-1937.
Två valkretsar utgjorde den första valkretsgruppen: Stockholms stads valkrets (11 mandat) och Älvsborgs läns valkrets (8 mandat). Ledamöterna utsågs av valmän från de landsting som valkretsarna motsvarade. För de städer som inte ingick i landsting var valmännen särskilda elektorer. Sjunde valkretsgruppen hade 44 elektorer från Stockholms stad.
Val till den första valkretsgruppen hade senast ägt rum sommaren 1921 som var ett icke-ordinarie nyval för hela första kammaren. Valet 1921 räknades även som den första valkretsgruppens valår, och de nästföljande grupperna skulle hålla sina val från och med 1922 och framåt, i ordning efter grupperna (andra gruppen höll val det andra året, 1922; tredje gruppen höll val det tredje året, 1923, och så vidare).
1929 splittrades Sveriges kommunistiska parti i två fraktioner: Kilbomare och Sillénare. Nils Flyg blev ledare i den förstnämnda fraktionen.

## Valresultat
| Parti                | Parti                                     | Partiledare                   | Röster | Röster | Mandatfördelning | Mandatfördelning |
| Parti                | Parti                                     | Partiledare                   | Antal  | +−     | Antal            | +−               |
| -------------------- | ----------------------------------------- | ----------------------------- | ------ | ------ | ---------------- | ---------------- |
|                      | Allmänna valmansförbundet                 | Arvid Lindman                 | 68     | +33    | 8                | ▬                |
|                      | Sveriges socialdemokratiska arbetareparti | Per Albin Hansson             | 65     | -21    | 7                | ▬                |
|                      | Frisinnade landsföreningen                | Carl Gustaf Ekman             | 11     | +2     | 1                | ▬                |
|                      | Bondeförbundet                            | Olof Olsson i Kullenbergstorp | 9      | -22    | 1                | ▬                |
|                      | Sveriges kommunistiska parti(Kilbomare)   | Nils Flyg                     | 8      | +5     | 1                | ▲1               |
|                      | Sveriges liberala parti                   | Mauritz Hellberg              | 5      | -2     | 1                | ▼1               |
| Antal giltiga röster | Antal giltiga röster                      | Antal giltiga röster          | 166    | -5     | 19               |                  |

### Invalda riksdagsmän
Stockholms stads valkrets:
- Carl Forssell, n
- Sten Stendahl, n
- Hjalmar von Sydow, n
- Ernst Trygger, n
- Eliel Löfgren, lib
- Oskar Hagman, s
- Ernst Klefbeck, s
- Charles Lindley, s
- Fredrik Ström, s
- Arvid Thorberg, s
- Oskar Samuelson, k

Älvsborgs läns valkrets:
- Carl Bengtsson, n
- Karl Mellén, n
- Axel Nylander, n
- Axel Vennersten, n
- Johan Johansson, bf
- Olaus Pettersson, fris
- Edvard Björnsson, s
- Karl Sandegård, s